# Merklínský rybník
Merklínský rybník je rybník na okraji Merklína v okrese Plzeň-jih. Pětatřicetihektarový rybník ležící na jihovýchodní části vsi byl vybudován nákladem Viléma z Chřínova. Napájen je Merklínkou a Roupovským potokem. Hráz rybníka byla při záplavách v roce 2002 poškozena. Okolo rybníka vede zelená turistická trasa 1430 z Roupova do Staňkova a dále.

## Externí odkazy

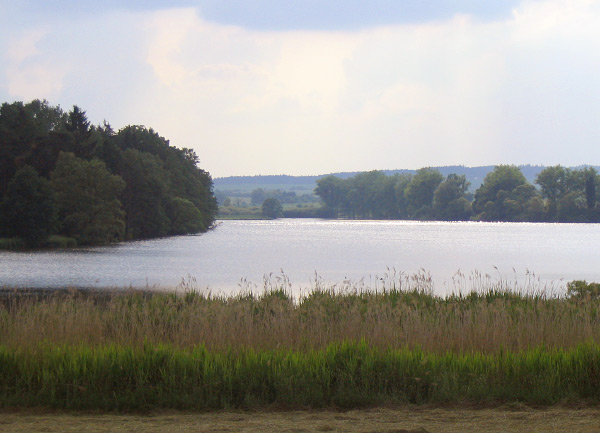
Jižní a západní břeh od východního konce